# Antonio Miró
Antonio Miró   (Sabadell, 18 de març de 1947 - Barcelona, 3 de febrer de 2022), també conegut com a Toni Miró, va ser un dissenyador de moda català.
Fill de sastre, el 1968, quan tenia vint anys, va obrir la seva primera botiga, Groc, a Barcelona, on comercialitzava els seus propis dissenys. L'interiorisme d'aquesta botiga va anar a càrrec de Xavier Regàs i Pagès.
El 1976 crea la marca Antonio Miró per a home i dona. Entre el 1977 i el 1982 inicia l'activitat exportadora i participa en els certàmens de moda internacionals més prestigiosos. A la dècada dels noranta comença a dissenyar tota mena de complements així com elements d'escriptura. Miró va realitzar desfilades per tot el món, va crear vestuaris d'empreses i encàrrecs especials, i va treballar en vestuaris per a obres de teatre i pel·lícules. El 1995 dissenyà una línia de mobles, comercialitzada per BD Ediciones de Diseño i una cartera produïda per Miquel Rius.

## Premis i reconeixements
- 1987 - Premi Cristóbal Balenciaga al millor dissenyador espanyol de roba